# Tajima Nabi
Tajima Nabi (japanisch 田島 ナビ, * 4. August 1900 in Wan (heute Kikai), Kagoshima; † 21. April 2018) war von 2017 bis 2020 die Inhaberin des japanischen Altersrekordes. Sie galt ab dem 15. September 2017 für 218 Tage als der älteste lebende Mensch der Welt, als letzte noch im 19. Jahrhundert geborene Person und vom 10. Februar 2018 bis zum 18. September 2020 als ältester Mensch, der im 21. Jahrhundert gelebt hat.

## Leben
Tajima wurde am 4. August 1900 in der Ortschaft Wan im westlichen Teil der Insel Kikaijima (Amami-Inseln) geboren. Ihre Muttersprache war Kikai, ein Dialekt der Amami-Sprache aus der Familie der Ryūkyū-Sprachen. Tajima Nabi hatte über 140 Nachkommen, die von ihren sieben Söhnen und zwei Töchtern abstammen. Dazu zählen 28 Enkel, 56 Urenkel, 35 Ururenkel und einige Urururenkel (Stand: September 2015). Sie wohnte in Kikai auf ihrer Geburtsinsel.
Seit dem 13. August 2014 gehört Tajima Nabi zu den 100 ältesten Menschen aller Zeiten. Ab dem 17. Juni 2015 gehörte sie zu den fünf ältesten lebenden Menschen; die älteste lebende Asiatin wurde sie am 27. September 2015. Seit dem Überschreiten des Alters der Japanerin Ikai Tane am 26. Januar 2017 zählt Tajima zu den zehn ältesten Menschen aller Zeiten. Außerdem wurde sie damit nach Ōkawa Misao der zweitälteste Mensch aus Asien; ab dem 31. August 2017 galt Tajima Nabi als der älteste asiatische Mensch der Geschichte, bis ihr Alter im September 2020 von Tanaka Kane übertroffen wurde. Nach dem Tod von Violet Brown am 15. September 2017 war Tajima Nabi der älteste lebende Mensch der Welt. Aktuell (April 2022) ist sie die fünftälteste Person, die je gelebt hat, nach Jeanne Calment, Tanaka, Sarah Knauss und Lucile Randon.
Am 21. April 2018 starb Tajima Nabi im Alter von 117 Jahren in einem Krankenhaus auf der Insel Kikai. Nachfolgerin als ältester lebender Mensch wurde Miyako Chiyo, die zu diesem Zeitpunkt 116 Jahre alt war.